# Geeloogrupsvogel
De geeloogrupsvogel (Coracina lineata) is een zangvogel uit de familie van de rupsvogels. Het is een vogel die wijdverspreid voorkomt in Nieuw-Guinea en het oosten van Australië.

## Kenmerken
De geeloogrupsvogel is een relatief kleine rupsvogel, 23 tot 25  lang. Als alle rupsvogels is hij overwegend grijs gekleurd. Opvallend aan deze soort zijn de gele iris en bij volwassen vogels de gestreepte borst en buik.

## Verspreiding en leefgebied
Deze vogel komt voor van westelijk Nieuw-Guinea tot de Salomonseilanden en in oostelijk Australië. Er zijn tien ondersoorten:
- C. l. axillaris: Waigeo (West-Papoea) en Nieuw-Guinea.
- C. l. maforensis: Numfor.
- C. l. sublineata: Nieuw-Ierland en Nieuw-Brittannië.
- C. l. nigrifrons: de noordwestelijke Salomonseilanden.
- C. l. ombriosa: de centrale Salomonseilanden.
- C. l. pusilla: Guadalcanal.
- C. l. malaitae: Malaita.
- C. l. makirae: Makira.
- C. l. gracilis: Rennell.
- C. l. lineata: noordoostelijk en oostelijk Australië.

Het is een bosvogel van regenwoud, gebieden met tropisch struikgewas, open plekken in secondair bos maar ook wel plantages en grote tuinen.

## Status
De geeloogrupsvogel heeft een groot verspreidingsgebied en daardoor is de kans op uitsterven gering. De grootte van de populatie is niet gekwantificeerd. Het is een niet zo algemeen voorkomende vogel. In New South Wales is het een (voor uitsterven) kwetsbare vogelsoort. Er is geen aanleiding te veronderstellen dat de soort op wereldschaal sterk in aantal achteruit gaat. Om deze redenen staat deze rupsvogel als niet bedreigd op de Rode Lijst van de IUCN.